# Alec Guinness
Alec Guinness, właśc. sir Alec Guinness de Cuffe (ur. 2 kwietnia 1914 w Londynie, zm. 5 sierpnia 2000 w Midhurst) – angielski aktor filmowy i teatralny, scenarzysta.

## Życiorys
Był nieślubnym dzieckiem Agnes de Cuffe (1890–1986), barmanki w jednym z londyńskich barów. Tożsamość jego ojca nigdy nie została potwierdzona. Guinness początkowo pracował w agencji reklamowej przy pisaniu tekstów reklam. Kształcił się na Fay Compton School of Acting. W 1936 zadebiutował na scenie w Albery Theatre, grając rolę Osrica w inscenizacji Hamleta w reżyserii Johna Gielguda, następnie dołączył do zespołu Old Vic. Podczas II wojny światowej służył w ochotniczej rezerwie Królewskiej Marynarki Wojennej i dowodził okrętem desantowym podczas inwazji  aliantów na Sycylię i Elbę. W 1942 otrzymał nominację na podporucznika i rok później awans na porucznika.
Po wojnie Guinness powrócił do zespołu Old Vic i pozostał tam do 1948. W następnych latach występował w New Theatre na West Endzie. Zadebiutował w filmie występem w dramacie Wielkie nadzieje z 1946.

Zasłynął rolami w adaptacjach powieści Dickensa i sztuk Szekspira, a także filmami Szlachectwo zobowiązuje i Jak zabić starszą panią. Za rolę podpułkownika Nicholsona w filmie Most na rzece Kwai otrzymał Oscara. Do historii kina przeszły również jego role w obrazach Lawrence z Arabii i Gwiezdne wojny (jako Obi-Wan Kenobi). W 1980 został nagrodzony Oscarem Honorowym za całokształt pracy aktorskiej. Ma swoją gwiazdę na hollywoodzkiej Alei Gwiazd.

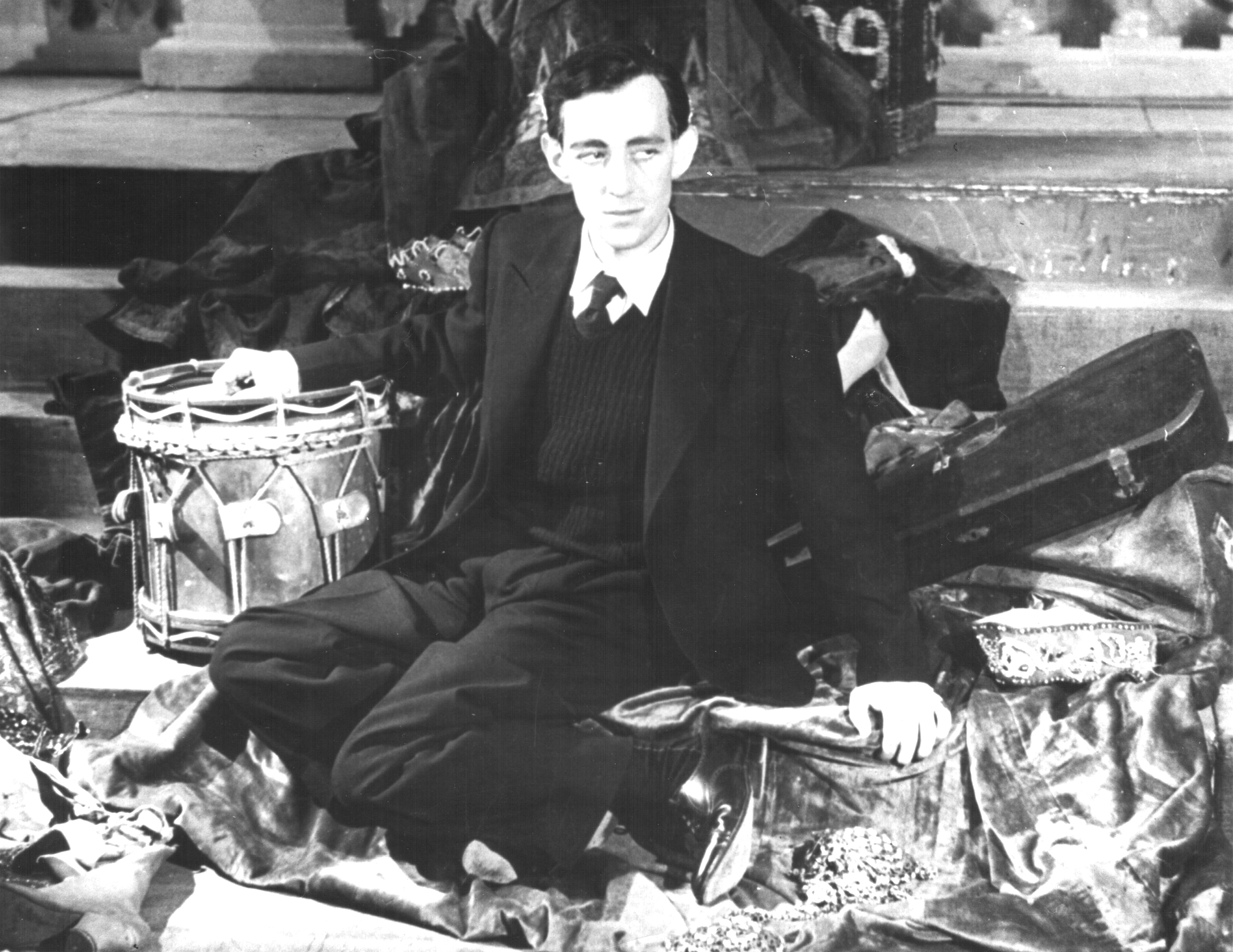
Alec Guinness (1938)

W 1959 otrzymał tytuł szlachecki sir.
Guinness zmarł w nocy 5 sierpnia 2000 roku w szpitalu króla Edwarda VII w Midhurst w hrabstwie West Sussex. Wcześniej zdiagnozowano u  niego raka prostaty oraz nowotwór wątroby.
W 1938 roku Guinness ożenił się z dramatopisarką i aktorką Merulą Silvią Salaman (1914–2000). W 1940 roku urodził im się syn, Matthew Guinness, który później został aktorem.

## Filmografia
- 1934 – Evensong
- 1946 – Wielkie nadzieje (Great Expectations) jako Herbert Pocket
- 1948 – Oliver Twist jako Fagin
- 1949 – Szlachectwo zobowiązuje (Kind Hearts and Coronets) jako książę Zamku Chalfont/bankier, stary D'Ascoyne/wielebny Henry D'Ascoyne/generał Rufus D'Ascoyne/admirał Horatio D'Ascoyne/młody Ascoyne D'Ascoyne/młody Henry D'Ascoyne/lady Agatha D'Ascoyne
- 1949 – A Run for Your Money jako Whimple
- 1950 – Last Holiday jako George Bird
- 1950 – The Mudlark jako Benjamin Disraeli
- 1951 – Szajka z Lawendowego Wzgórza (The Lavender Hill Mob) jako Henry Holland
- 1951 – Człowiek w białym ubraniu (The Man in the White Suit) jako Sidney Stratton
- 1952 – The Card jako Edward Henry
- 1953 – The Square Mile
- 1953 – Bitwa o Maltę (Malta Story) jako Peter Ross
- 1954 – Raj kapitana (The Captain's Paradise) jako Henry St. James
- 1954 – Ojciec Brown (Father Brown) jako ojciec Brown
- 1954 – The Stratford Adventure
- 1955 – Rowlandson's England
- 1955 – To Paris with Love jako Edgar Fraser
- 1955 – The Prisoner jako kardynał
- 1955 – Jak zabić starszą panią (The Ladykillers) jako profesor Marcus
- 1956 – Łabędź (The Swan) jako Albert
- 1957 – Most na rzece Kwai (The Bridge on the River Kwai) jako pułkownik Nicholson
- 1957 – Tańczące molo (Barnacle Bill) jako kpt. William Horatio Ambrose/sześciu przodków kpt. Ambrose’a
- 1958 – Koński pysk (The Horse’s Mouth) jako Gulley Jimson
- 1959 – Nasz człowiek w Hawanie (Our Man in Havana) jako Jim Wormold
- 1959 – Kozioł ofiarny (The Scapegoat) jako John Barratt/Jacques De Gue
- 1960 – Pieśni chwały (Tunes of Glory) jako Jock Sinclair
- 1962 – A Majority of One jako Koichi Asano
- 1962 – Nawiedzony okręt (HMS Defiant) jako kapitan Crawford
- 1962 – Lawrence z Arabii (Lawrence of Arabia) jako książę Feisal
- 1964 – Upadek Cesarstwa Rzymskiego (The Fall of the Roman Empire) jako Marek Aureliusz

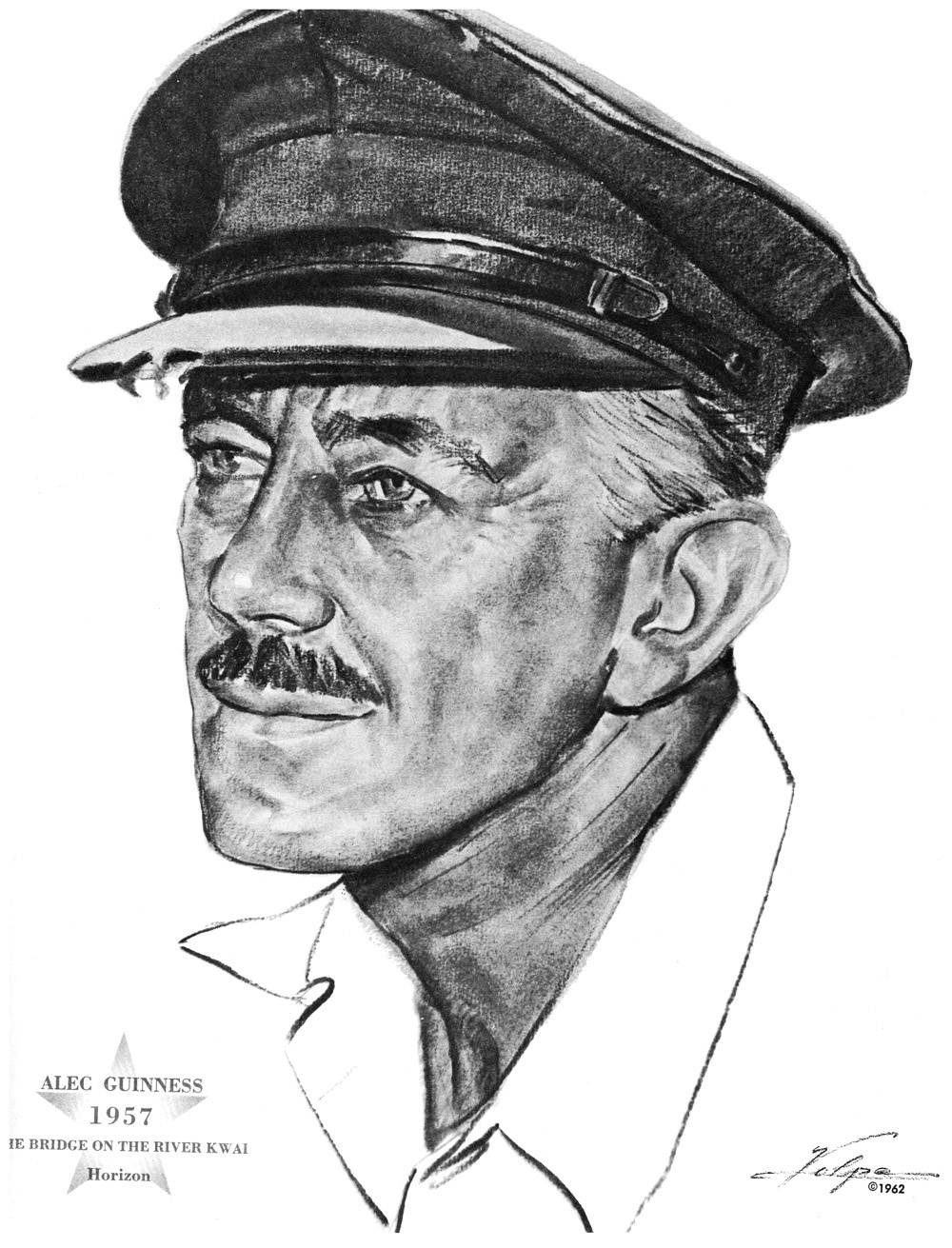
Reprint Aleca Guinnesa wykonany węglem po zdobyciu Oscara w 1957 roku.

- Reprint Aleca Guinnesa wykonany węglem po zdobyciu Oscara w 1957 roku.1965 – Pasternak jako on sam (film dokumentalny)
- 1965 – Sytuacja beznadziejna... ale niezbyt poważna (Situation Hopeless... But Not Serious) jako Wilhelm Frick
- 1965 – Doktor Żywago (Doctor Zhivago) jako gen. Jewgraf Żywago
- 1966 – Hotel Paradiso jako Benedict Boniface
- 1966 – Misja Quillera (The Quiller Memorandum) jako Pol
- 1967 – The Comedians in Africa on sam (film dokumentalny)
- 1967 – Haiti – wyspa przeklęta (The Comedians) jako major Jones
- 1970 – Cromwell jako król Karol I
- 1970 – Opowieść wigilijna (Scrooge) jako duch Jacoba Marleya
- 1972 – Brat Słońce, siostra Księżyc (Brother Sun, Sister Moon) jako papież Innocenty III
- 1973 – Hitler - ostatnie 10 dni (Hitler: The Last Ten Days) jako Adolf Hitler
- 1976 – Zabity na śmierć (Murder by Death) jako Jamesir Bensonmum
- 1977 – Gwiezdne wojny: część IV – Nowa nadzieja (Star Wars Episode IV: A New Hope) jako Obi-Wan „Ben” Kenobi
- 1979 – Tinker, Tailor, Soldier, Spy jako George Smiley
- 1980 – Gwiezdne wojny: część V – Imperium kontratakuje (Star Wars Episode V: The Empire Strikes Back) jako Obi-Wan „Ben” Kenobi
- 1980 – Podnieść Titanica (Raise the Titanic) jako John Bigalow
- 1980 – Mały lord Fauntleroy (Little Lord Fauntleroy) jako Earl of Dorincourt
- 1982 – Smiley's People
- 1983 – Chory z miłości (Lovesick) jako Sigmund Freud
- 1983 – Gwiezdne wojny: część VI – Powrót Jedi (Star Wars Episode VI: Return of the Jedi) jako Obi-Wan „Ben” Kenobi
- 1984 – Podróż do Indii (A Passage to India) jako profesor Godbole

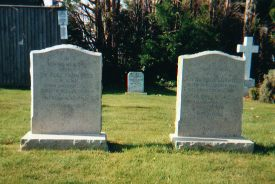
Nagrobki Aleca Guinnessa i jego żony (2005)

- Nagrobki Aleca Guinnessa i jego żony (2005)1988 – Mała Dorrit (Little Dorrit) jako William Dorrit
- 1988 – Garść prochu (A Handful of Dust) jako pan Todd
- 1991 – Kafka jako główny urzędnik
- 1992 – Opowieści Hollywoodu (Tales from Hollywood) jako Heinrich Mann
- 1993 – A Foreign Field jako Amos
- 1994 – Niemy krzyk (Mute Witness) jako Reaper
- 1996 – Dzień Eskimosa (Eskimo Day) jako James
- 2015 – Gwiezdne wojny: Przebudzenie Mocy jako Obi-Wan Kenobi (głos dodany komputerowo)

## Nagrody
- Nagroda Akademii Filmowej
  - Najlepszy aktor pierwszoplanowy: 1958 Most na rzece Kwai
  - Oscar za całokształt pracy aktorskiej: 1980
- Złoty Glob Najlepszy aktor w filmie dramatycznym: 1958 Most na rzece Kwai
- Nagroda BAFTA
  - Najlepszy aktor brytyjski: 1958 Most na rzece Kwai
  - Najlepszy aktor telewizyjny: 1980 Druciarz, krawiec, żołnierz, szpieg
  - 1983 Ludzie Smileya
- Nagroda na MFF w Berlinie Honorowy Złoty Niedźwiedź: 1988